# Glones (oficial persa)
Glones (em grego: Γλώνης; m. 503) ou Glom foi um oficial persa que liderou a guarnição de Amida após a conquista da cidade por Cavades I (r. 499–531) em 503. No subsequente cerco bizantino liderado pelos oficiais Patrício e Hipácio, Glones foi capturado e morto por Farasmanes. As fontes afirmam que ele foi sucedido por seu filho, embora o nome dele não seja mencionado.